# Калліппіди
Калліппіди (грец. Καλλιππίδαι/ Ἕλληνές Σκύθαι/ Μιξ̣ε̣λ̣ληνικῶν) — за Геродотом (Історія, IV, 17) назва осілого біля Ольвіополісу населення, яке ольвіополіти називали ще елліно-скіфами. Саме це уточнення Геродота дає підстави для ототожнення калліпідів з мікселлінами епіграфічних пам'яток Ольвії пізнішого часу.

## Калліппіди у епіграфіці.[2]
Мікселліни у декреті на честь Антестерія.
"Рада й громада ухвалили 16-го числа, архонти запропонували. Оскільки Антестерій, син … виконавши посаду члена колегії Сьоми, в своєму управлінні [бувши прихильним] до народу і [завжди опиняючись] винуватцем [всілякого блага], багато корисних [діянь здійснив] для міста … коли [повинна була вибухнути війна?] і в стислі терміни виникла [чимала] потреба в [військових силах] мікселлінів, [він дав гроші], на які нам виявилося можливим [відправити дари?, якнайшвидше], деяким [з їх ватажків, які, борючись як спільники] за [наше спасіння? все] зробили корисне [для народу]… "

Мікселліни у декреті Протогену (IOSPE, I2, № 32).
B.  "Іще, коли найбільша частина міста з боку річки, саме весь район гавані і прилегла до колишнього рибного ринку, до того місця, де герой Сосій, не була оточена стіною, а перебіжчики сповіщали, що галати і скіри уклали союз і зібрали великі сили, які і з'являться взимку, а понад те ще, що фісаміти, скіфи і савдарати шукають укріпленого місця, також боючись жорстокості галатів, і коли внаслідок цього багато впало у відчай і приготувалося покинути місто, а разом з тим у країні сталося багато й інших сумних подій, всі раби і прикордонні мікселліни кількістю не менше 1500, що були у попередню війну союзниками в місті, були зваблені ворогами, і виселилося багато іноземців і чимала кількість громадян, внаслідок цього зібрався народ, прийшовши в смуток і уявляючи собі загрозливу небезпеку і жахи, запрошував всіх заможних людей допомогти і не допустити, щоб батьківщина, яка з давніх років оберігається, зазнала влади ворогів… "